# Bad Lobenstein
Bad Lobenstein är en stad i Saale-Orla-Kreis i förbundslandet Thüringen i Tyskland. 

## Bilder
|  |
|  |